# Carla Lehmann
Pour les articles homonymes, voir Lehmann.
Carla Lehmann est une actrice canadienne.

## Filmographie partielle
- 1940 : Sailors Three
- 1941 : Once a Crook
- 1941 : Cottage à louer (Cottage to Let) d'Anthony Asquith
- 1942 : Service secret Secret Mission) de Harold French
- 1942 : Flying Fortress
- 1944 : Candlelight in Algeria
- 1945 : 29 Acacia Avenue
- 1947 : Fame Is the Spur